# Taça do Mundo de Atletismo de 1998
A oitava edição da Taça do Mundo de Atletismo teve lugar em Johannesburg, na África do Sul, de 11 a 13 de setembro de 1998. Tomaram parte nesta edição, para além das cinco selecções continentais e dos Estados Unidos, a Grã-Bretanha (1ª na Taça da Europa de Nações - sector masculino), a Rússia (1ª na Taça da Europa de Nações - sector feminino) e a Alemanha (2ª na Taça da Europa de Nações - em ambos os sectores).

## Edições
1977 | 1979 | 1981 | |1985 | 1989 | 1992 | 1994 | 1998 | 2002 | 2006 | 2010 |

## Provas
| Corridas: 100 m - 200 m - 400 m - 800 m - 1500 m - 3000 m - 5000 m Obstáculos: 100 m barreiras - 110 m barreiras - 400 m barreiras - 3000 metros obstáculos Saltos: Altura - Comprimento - Triplo - Vara Lançamentos: Peso - Disco - Dardo - Martelo Estafetas: 4 x 100 m - 4 x 400 m |

## Equipas participantes
- AFR - África
- ALE - Alemanha
- AME - Américas
- ASI - Ásia
- EUR - Europa
- GBR - Grã-Bretanha e Irlanda do Norte
- OCE - Oceânia
- RUS - Rússia
- USA - Estados Unidos

## Resultados

### Classificações gerais
| Lugar | País           | Pontos |
| ----- | -------------- | ------ |
| 1     | África         | 111    |
| 2     | Europa         | 110    |
| 3     | Alemanha       | 103    |
| 4     | Américas       | 98     |
| 5     | Reino Unido    | 90     |
| 6     | Estados Unidos | 86     |
| 7     | Ásia           | 65     |
| 8     | Oceânia        | 54     |

| Lugar | País           | Pontos |
| ----- | -------------- | ------ |
| 1     | Estados Unidos | 96     |
| 2     | Europa         | 94     |
| 3     | África         | 88     |
| 4     | Rússia         | 87     |
| 5     | Américas       | 81     |
| 6     | Alemanha       | 75     |
| 7     | Ásia           | 45     |
| 8     | Oceânia        | 42     |

## Legenda
- WR : Recorde do mundo
- AR : Recorde continental
- NR : Recorde nacional
- DQ : Desqualificado
- DNF: Abandono
- DNS: Não partiu
- NH : Não marcou